# Tumbleweed Connection
Tumbleweed Connection — третій студійний альбом англійського співака і автора пісень Елтона Джона, записаний на Trident Studios (Лондон) у березні 1970 року і випущений у жовтні 1970 року у Великій Британії та січні 1971 року у США. Це концептуальний альбом, заснований на темах кантрі і вестерну та американи. Всі пісні написані самим Джоном і Берні Таупіном (за винятком «Love Song», написаної Леслі Дунканом).
У 2012 році «Tumbleweed Connection» посів 458 місце у Списку 500 найкращих альбомів усіх часів за версією журналу Rolling Stone. Альбом посів друге місце в британському чарті і п'яте місце в американському Billboard 200. У США альбом був сертифікований золотим у березні 1971 року та платиновим у серпні 1998 року за версією RIAA.

## Список пісень
Автор музики і слів Елтон Джон і Берні Топін (якщо не зазначено інше). 
| Сторона один | Сторона один                 | Сторона один |
| #            | Назва                        | Тривалість   |
| ------------ | ---------------------------- | ------------ |
| 1.           | «Ballad of a Well-Known Gun» | 4:59         |
| 2.           | «Come Down in Time»          | 3:25         |
| 3.           | «Country Comfort»            | 5:06         |
| 4.           | «Son of Your Father»         | 3:48         |
| 5.           | «My Father's Gun»            | 6:20         |

| Сторона два | Сторона два                | Сторона два |
| #           | Назва                      | Тривалість  |
| ----------- | -------------------------- | ----------- |
| 6.          | «Where to Now St. Peter?»  | 4:11        |
| 7.          | «Love Song» (Леслі Данкан) | 3:41        |
| 8.          | «Amoreena»                 | 5:00        |
| 9.          | «Talking Old Soldiers»     | 4:06        |
| 10.         | «Burn Down the Mission»    | 6:21        |
| 46:56       |                            |             |

| Додаткові пісні (1995 Mercury and 2001 Rocket reissue) | Додаткові пісні (1995 Mercury and 2001 Rocket reissue)               | Додаткові пісні (1995 Mercury and 2001 Rocket reissue) |
| #                                                      | Назва                                                                | Тривалість                                             |
| ------------------------------------------------------ | -------------------------------------------------------------------- | ------------------------------------------------------ |
| 11.                                                    | «Into the Old Man's Shoes»                                           | 4:02                                                   |
| 12.                                                    | «Madman Across the Water» (оригінальне видання, за уч. Міка Ронсона) | 8:50                                                   |
| 59:48                                                  |                                                                      |                                                        |

| Додатковий диск делюкс видання 2008 року | Додатковий диск делюкс видання 2008 року                            | Додатковий диск делюкс видання 2008 року |
| #                                        | Назва                                                               | Тривалість                               |
| ---------------------------------------- | ------------------------------------------------------------------- | ---------------------------------------- |
| 1.                                       | «There's Goes a Well Known Gun» (раніше не видане демо)             | 3:27                                     |
| 2.                                       | «Come Down in Time» (демо-версія)                                   | 3:39                                     |
| 3.                                       | «Country Comfort» (демо-версія)                                     | 4:12                                     |
| 4.                                       | «Son of Your Father» (раніше не видане демо)                        | 4:12                                     |
| 5.                                       | «Talking Old Soldiers» (демо-версія)                                | 4:13                                     |
| 6.                                       | «Into the Old Man's Shoes» (демо-версія)                            | 3:40                                     |
| 7.                                       | «Sister of the Cross» (демо-версія)                                 | 4:38                                     |
| 8.                                       | «Madman Across the Water» (оригінальна версія, за уч. Міка Ронсона) | 8:50                                     |
| 9.                                       | «Into the Old Man's Shoes»                                          | 4:02                                     |
| 10.                                      | «My Father's Gun» (BBC session)                                     | 3:43                                     |
| 11.                                      | «Ballad of a Well-Known Gun» (BBC session)                          | 4:36                                     |
| 12.                                      | «Burn Down the Mission» (BBC session)                               | 6:52                                     |
| 13.                                      | «Amoreena» (BBC session)                                            | 5:12                                     |
| 59:16                                    |                                                                     |                                          |

## Чарти

### Тижневі чарти
| Чарт (1971)                                  | Найвища позиція |
| -------------------------------------------- | --------------- |
| Australian Albums (Kent Music Report)        | 4               |
| Канада Canada Top Albums/CDs (RPM)           | 4               |
| Нідерланди Dutch Albums (MegaCharts)         | 4               |
| Finnish Albums (The Official Finnish Charts) | 14              |
| Japanese Albums (Oricon)                     | 30              |
| Spanish Albums (Spanish Albums Chart)        | 7               |
| Велика Британія UK Albums (OCC)              | 2               |
| США Billboard 200                            | 5               |

### Річні чарти
| Чарт (1971)                           | Позиція |
| ------------------------------------- | ------- |
| Australian Albums (Kent Music Report) | 25      |
| Dutch Albums (Album Top 100)          | 32      |
| US Billboard 200                      | 24      |

## Сертифікації
| Регіон | Сертифікація | Продажі    |
| --- | ------------ | ---------- |
| Австралія (ARIA)                                                                                                 | Золотий      | 20 000^    |
| Велика Британія (BPI) оригінальне видання                                                                        | Золотий      | 100 000^   |
| Велика Британія (BPI) видання 1993 року                                                                          | Срібний      | 60 000     |
| США (RIAA) | Платиновий   | 1 000 000^ |
| ^відвантаження, що базуються лише на сертифікаціях · продажі+прослуховування, що базуються лише на сертифікаціях |              |            |